# Passaporto irlandese
Il passaporto irlandese (Pas Éireannach) è un documento d'identità rilasciato ai cittadini irlandesi per i loro viaggi fuori dall'Unione europea e dallo Spazio economico europeo
Il passaporto dell'Irlanda vale come prova del possesso della cittadinanza irlandese ed è un passaporto biometrico, rilasciato dal dipartimento degli affari esteri.

## Caratteristiche
Il passaporto irlandese rispetta le caratteristiche dei passaporti dell'Unione europea
La copertina è di colore rosso borgogna con l'arpa, lo stemma nazionale, al centro. Le scritte "AntAontas Eorpach" (Unione europea in irlandese) "European Union" e subito sotto "ÉIRE" e "IRELAND" sono sopra lo stemma mentre le parole "Pas" e "Passport" sono sotto. 
Nel passaporto biometrico (e-passport) compare anche l'apposito simbolo 
Il passaporto è composto da 34 pagine.

### Pagina relativa all'identificazione
La pagina relativa all'identificazione del titolare del passaporto contiene le seguenti informazioni:
- Fotografia del titolare
- Tipo di documento (P)
- Nazione (IRL)
- Numero di passaporto
- 1. Cognome
- 2. Nome
- 3. Nazionalità (ÉIREANNACH/IRISH)
- 4. Data di nascita
- 5. Sesso
- 6. Luogo di nascita
- 7. Data di emissione del passaporto
- 8. Data di scadenza del passaporto
- 9. Autorità
- 10. Firma

### Pagina interna
Nella pagina interna è scritto:
In lingua irlandese:
Iarrann Aire Gnóthaí Eachtracha na hÉireann ar gach n-aon lena mbaineann ligean dá shealbhóir seo, saoránach d'Éirinn, gabháil ar aghaidh gan bhac gan chosc agus gach cúnamh agus caomhnú is gá a thabhairt don sealbhóir.
In lingua inglese:
The Minister for Foreign Affairs of Ireland requests all whom it may concern to allow the bearer, a citizen of Ireland, to pass freely and without hindrance and to afford the bearer all necessary assistance and protection.

### Lingue
La pagina con le informazioni necessarie ad identificare il titolare di tale documento sono scritte in irlandese, inglese e francese.

## Galleria d'immagini

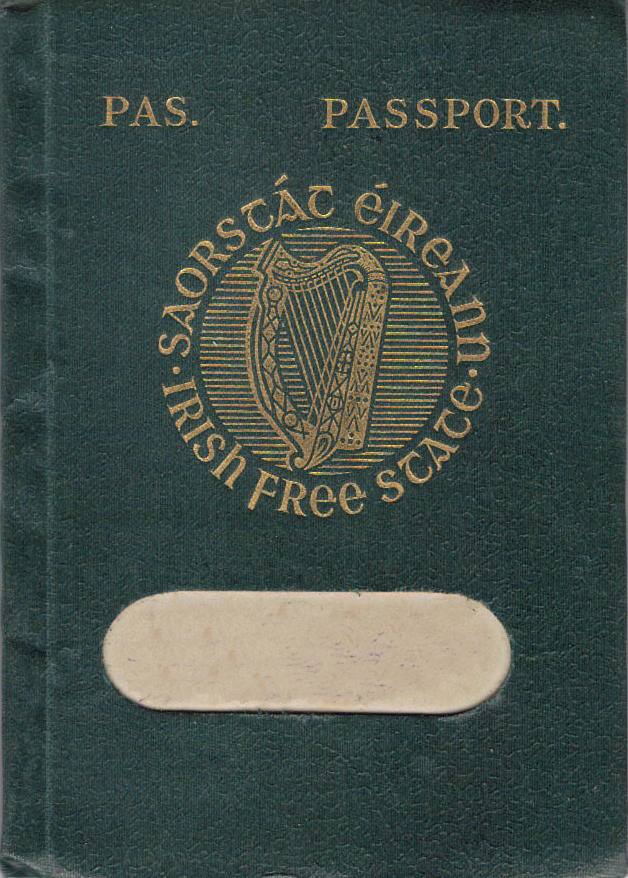
Passaporto Stato Libero d'Irlanda rilasciato nel 1927
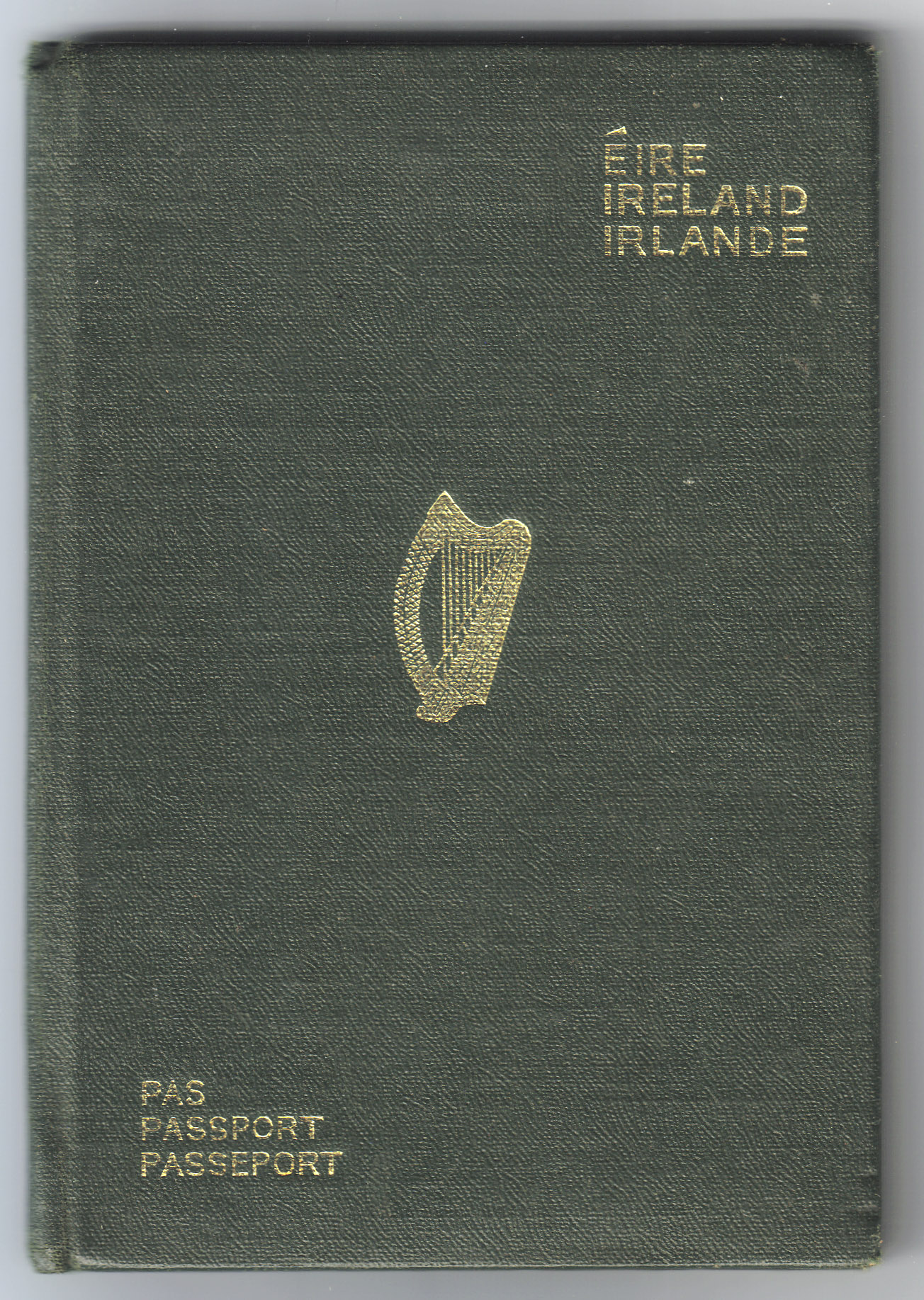
Passaporto 1978